# Дубровин, Николай Васильевич
Никола́й Васи́льевич Дубро́вин (3 ноября 1926, Сергиевка 2-я, Лысогорская волость, Аткарский уезд, Саратовская губерния, РСФСР, СССР ― 5 ноября 1995, Йошкар-Ола, Марий Эл, Россия) ― советский и российский врач-отоларинголог. Заведующий отоларингологическим отделением Республиканской больницы Марийской АССР (1961―1988), главный врач-отоларинголог Министерства здравоохранения Марийской АССР (1962―1988). Заслуженный врач РСФСР (1970). Заслуженный врач Марийской АССР (1960).

## Биография
Родился 3 ноября 1926 года в деревне Сергиевка 2-я ныне Лысогорского района Саратовской области. 
В 1943 году окончил в Саратове фельдшерско-акушерскую школу, в 1949 году ― Саратовский медицинский институт.
Направлен в г. Йошкар-Олу Марийской АССР: врач детского отделения городской больницы, с 1952 года ― врач-отоларинголог Республиканской больницы Марийской АССР, где в 1961 году возглавил созданное отоларингологическое отделение, проработав здесь до 1988 года. Одновременно в 1962―1988 годах ― главный врач-отоларинголог Министерства здравоохранения Марийской АССР.
В 1970 году за заслуги в области здравоохранения ему присвоено почётное звание «Заслуженный врач РСФСР». Награждён медалями.
Женат, сын ― известный врач-уролог, доктор медицинских наук, профессор, заслуженный врач Российской Федерации В. Н. Дубровин.
Скончался 5 ноября 1995 года в Йошкар-Оле. 

## Признание заслуг
- Заслуженный врач РСФСР (1970)[1][2]
- Заслуженный врач Марийской АССР (1960)[1][2]